# Bradysia nervosa
Bradysia nervosa là một ruồi trong họ Sciaridae, thuộc chi Bradysia. Loài này được Meigen miêu tả khoa học đầu tiên năm 1818.